# وانغ يان (لاعبة جمباز)
وانغ يان (بالصينية: 王妍) هي لاعبة جمباز فني صينية ولدت في يوم 30 أكتوبر 1999 في بكين. أبرز إنجازاتها هو فوزها بالميدالية البرونزية في دورة الألعاب الأولمبية الصيفية 2016 في ريو دي جانيرو. كما فازت بالميدالية الفضية في بطولة العالم 2015 في جلاسكو.